# Арно, Антуан Венсан
Антуа́н-Венса́н Арно́ (фр. Antoine Vincent Arnault, 1 января 1766, Париж — 16 сентября 1834, Годервиль, Нижняя Сена) — французский драматург, поэт-баснописец и государственный деятель, автор известного стихотворения «Листок».
Отец драматурга Люсьена Арно (1787—1863).

## Биография и творчество
От дружной ветки отлученный,

Скажи, листок уединенный,

Куда летишь?.. «Не знаю сам;

Гроза разбила дуб родимый;

С тех пор по долам, по горам

По воле случая носимый,

Стремлюсь, куда велит мне рок,

Куда на свете все стремится,

Куда и лист лавровый мчится,

И легкий розовый листок.»
Первая пьеса Арно «Марий в Минтурне» (1791) принесла ему большой успех, и он был одним из самых популярных драматургов эпохи Французской революции и Первой империи. В трагедии «Лукреция» (1792) автор вложил в уста Брута Старшего республиканские тирады. В 1798 году Арно написал наиболее популярную свою трагедию «Бьянка и Монкассино, или Венецианцы». Главные роли в его пьесах обычно играл крупнейший трагик наполеоновской эпохи Тальма. Драматургия Арно не выходит за жанровые каноны классицизма.
Листок иссохший, одинокой,

Пролётный гость степи широкой,

Куда твой путь, голубчик мой? —

«Как знать мне! Налетели тучи,

И дуб родимый, дуб могучий

Сломили вихрем и грозой.

С тех пор, игралище Борея,

Не сетуя и не робея,

Ношусь я, странник кочевой,

Из края в край земли чужой;

Несусь, куда несет суровый,

Всему неизбежимый рок,

Куда летит и лист лавровый

И легкий розовый листок!»
Как многие писатели того времени, он занимался и политической деятельностью; в 1797 году генерал Бонапарт поручил ему управление Ионическими островами. Впоследствии Арно оставался верен Наполеону всю его карьеру. В 1809 возведён в дворяне Империи, во время Ста дней (1815) был министром народного образования Франции. После падения императора был вынужден покинуть Францию (1816), когда его трагедия «Германик» вызвала политические волнения среди публики. В 1819 смог вернуться на родину.
Помимо драматургии, известностью пользовались басни Арно (два сборника — 1814, 1819). Особую популярность получило его стихотворение «Листок» (1815, часто его также относят к басням), изображающее участь эмигранта; оно неоднократно переводилось на разные языки, включая русский.
В 1803 году Арно был избран во Французскую академию, но после изгнания в 1816 г. исключён, и его место занял дюк де Ришельё, премьер-министр Людовика XVIII. В 1829 году вернувшийся во Францию Арно был вновь избран в Академию и занимал там место до конца жизни. За год до смерти стал непременным секретарём Академии, в том же году вышли его мемуары — «Воспоминания шестидесятилетнего». Его преемником в академическом кресле был также популярный драматург — Эжен Скриб.
По случаю смерти Арно и избрания Скриба А. С. Пушкин опубликовал заметку «Французская академия», где перевёл хвалебную речь Скриба в честь предшественника, а также дал собственную характеристику Арно:

Арно сочинил несколько трагедий, которые в своё время имели большой успех, а ныне совсем забыты. Такова участь поэтов, которые пишут для публики, угождая её мнениям, применяясь к её вкусу, а не для себя, не вследствие вдохновения независимого, не из бескорыстной любви к своему искусству! Две или три басни, остроумные или грациозные, дают покойнику Арно более права на титло поэта, нежели все его драматические творения. Всем известен его «Листок»… Участь этого маленького стихотворения замечательна. Костюшко перед своею смертью повторил его на берегу Женевского озера; Александр Ипсиланти перевел его на греческий язык; у нас его перевели Жуковский и Давыдов,

Наш боец чернокудрявый

С белым локоном на лбу.
Может быть, и сам Давыдов не знает стихов, которые написал ему Арно, услыша о его переводе. Он поместил их в примечаниях к своим сочинениям:

A vous, poète, à vous, guerrier,

Qui sablant le champagne au bord de l’Hippocrène,

Avez d’une feuille de chêne

Fait une feuille de laurier.

Помимо перечисленных Пушкиным версий Жуковского и Давыдова, известны ещё как минимум шесть русских переводов «Листка», в том числе его дяди — В. Л. Пушкина. Влияние этого стихотворения отразилось впоследствии также в стихотворении Лермонтова «Листок» («Дубовый листок оторвался от ветки родимой…», 1841). Образ гонимого бурей листка встречается и в более ранних произведениях Лермонтова («Портреты», 1; «К ***» («Дай руку мне»); «Аул Бастунджи»; «Демон» (ред. 1833—34); «Мцыри»).
Пушкин использовал первую строку из процитированного им четверостишия Арно в своём собственном послании Денису Давыдову («Тебе, певцу, тебе, герою!..»).
Наполеон Бонапарт в своем завещании определил «Арно, автору „Мариуса“» сто тысяч франков.

## Сочинения
- Oeuvres, v. 1‒8, P., 1824‒27
- Souvenirs d’un sexagénaire, v. 1‒4, P., 1833, 2 éd., 1910